# Samson Wiener

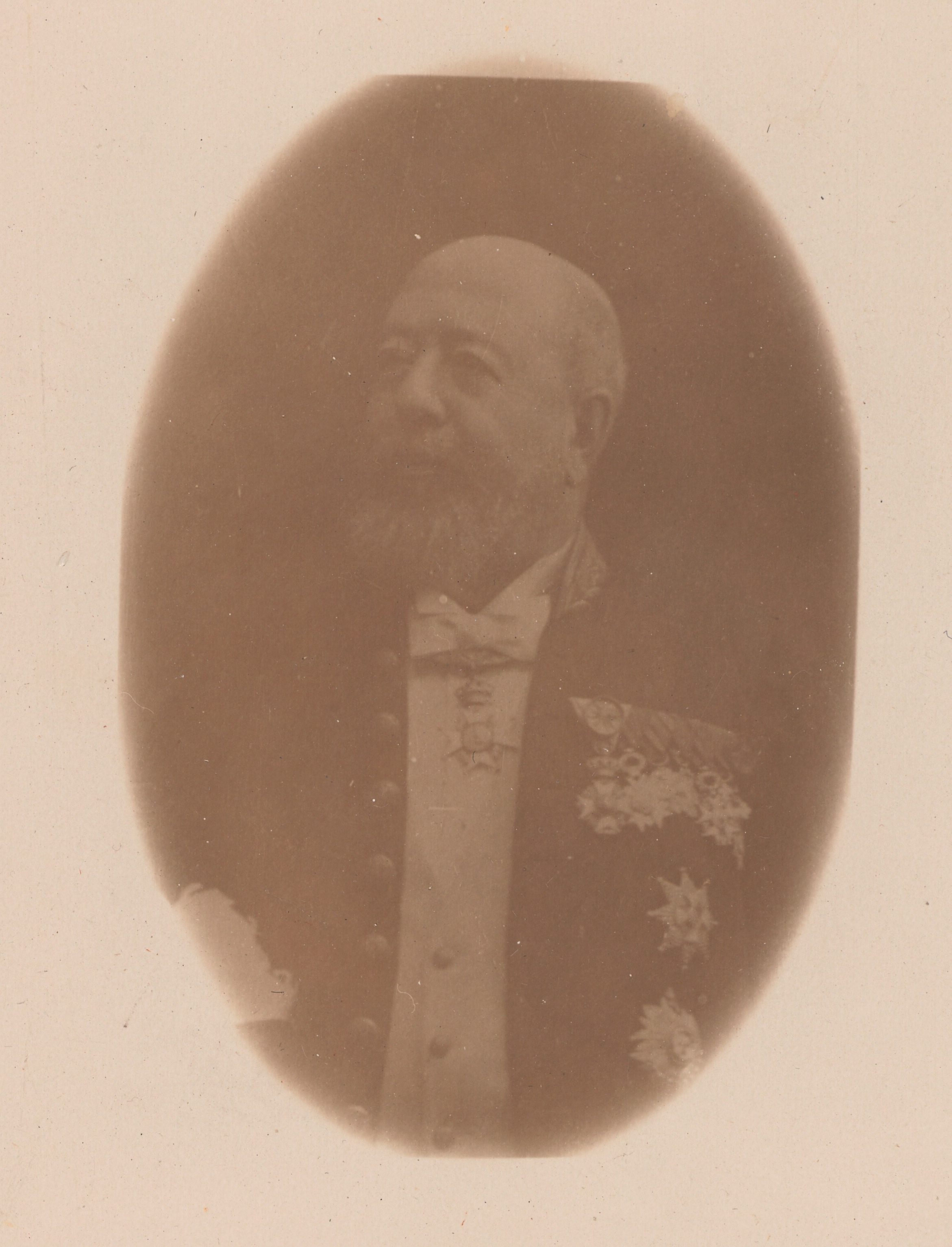
Sam Wiener

Samson (Sam) Wiener (Brussel, 18 augustus 1851 - aldaar, 10 april 1914) was een Belgisch advocaat en politicus.

## Biografie

### Familie
Samson Wiener was een zoon van Jakob Wiener, graveur van munten, medailles en van de eerste Belgische postzegels, voorstellende koning Leopold I. Hij was de neef van graveur Léopold Wiener, die met zijn broer Jakob Wiener werkte, en burgemeester van Watermaal-Bosvoorde was.

## Carrière
Wiener was gepromoveerd in de rechten, advocaat en was van 1884 tot 1900 provincieraadslid van Brabant. Vanaf 1896 was hij ondervoorzitter van de provincieraad. In 1900 werd hij verkozen tot liberaal senator voor het arrondissement Brussel; hij bleef senator tot zijn overlijden, waarna hij werd opgevolgd door Hubert Brunard.